# Tandjoeng
L'estat de Tandjoeng fou un principat natiu de les Índies Orientals Holandeses a la regència de Batoe Bahara, residència de la Costa Oriental, a l'illa de Sumatra. Fins al 1896 va portar aquest nom però després va agafar el de Indrapura. La seva superfície era aproximadament de 74 km².

## Bandera

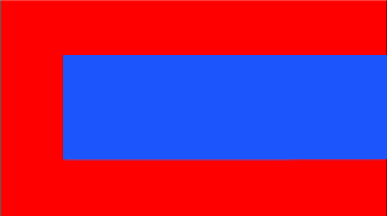
Bandera

Se li coneix una bandera rectangular de proporcions tirant cap a 1:2. La bandera estava formada per tres parts: als dos laterals una banda vertical blanca d'una amplada de (més o menys) una vuitena part del llarg; al centre formava un rectangle vermell dins del qual un segon rectangle blau desplaçat cap a la part del vol de manera que el vermell formava una C de línies rectes; l'amplada del vermell era 1/7 part de la llargada total, tant en la part vertical com en les dues parts horitzontals. L'amplada del rectangle blau era com unes dues vegades la de les bandes blanca i vermella.